# Менакер, Александр Семёнович
Алекса́ндр Семёнович Мена́кер (8 апреля 1913, Санкт-Петербург, Российская империя — 6 марта 1982, Москва, СССР) — советский актёр, артист эстрады, режиссёр; заслуженный артист РСФСР (1978). Участник дуэта «Миронова и Менакер».

## Биография
Родился 8 апреля 1913 года в Санкт-Петербурге на Гончарной улице, 13, в семье выпускника Императорского Санкт-Петербургского университета, адвоката Семёна Исааковича (Ицковича) Менакера (1889—1974) и Анны Иосифовны Менакер (в девичестве Кац, 1888—1967), уроженцев Вильны. Дед по отцу, виленский мещанин Ицик Шимелевич Менакер (1838 — после 1902), был столяром, владел мебельно-столярной мастерской, жил на Фонтанке, 83.
Отец был действительным членом фондового отделения Сибирской биржи (1913) и занимался биржевыми операциями на Санкт-Петербургской бирже. С 1912 года состоял в купеческом сословии (к 1914 году — купец 1-й гильдии), в 1914 году проживал на Большом проспекте, 102. Впоследствии семья жила на улице Красной Связи (бывший Виленский переулок), дом 6. В 1920-е — 1930-е годы отец работал юристом, уполномоченным «КустарьКредита», затем заведующим кассой «Промкредита».
В 1928 году работал музыкальным оформителем в «Живой газете». В 1929 году поступил на актёрское отделение 1-й художественной студии при Большом драматическом театре, в 1930 году перешёл на режиссёрский факультет Техникума сценических искусств.
С 1932 года работал в Государственном объединении музыки, эстрады и цирка (ГОМЭЦ) и в Ленгорэстраде, исполняя музыкальные пародии и фельетоны. В 1933—1934 годах выступал в Ленинградском мюзик-холле в качестве актёра и режиссёра. С 1935 года был художественным руководителем Джаз-театра Дома Красной Армии в Харькове.
В 1936—1938 годах вновь выступал в Ленинградском мюзик-холле в дуэте с актрисой Евгенией Михайловной Фиш (женой народного артиста СССР Виталия Полицеймако).
В 1939 году стал артистом Московского театра эстрады и миниатюр (входил в состав Ленинградского театра эстрады и миниатюр), где впервые выступил с музыкальными юморесками в дуэте с Марией Мироновой.
В 1942 году был постановщиком антифашистской программы «Вот и хорошо!», автором и исполнителем музыкального фельетона «Молитесь за него!», одним из режиссёров программы «Москвичи-земляки» (1942).
В 1948 году, после закрытия театра, дуэт «Миронова и Менакер» начал выступать самостоятельно. Среди их первых работ были номера «Московские встречи» и «Знакомые портреты». Они также принимали участие в программе театра «Эрмитаж» «Вот идёт пароход» (1954) Владимира Дыховичного и Мориса Слободского. С 1954 года дуэт выступал в Московском театре эстрады. Директором и художественным руководителем был сам Менакер. В программу входили концерт-обозрение «В нашем доме», спектакли «Говорящие письма» и «Дела семейные» (1954), основой которого послужила пьеса Бориса Ласкина «Слушается дело о разводе».
В 1956 году проходил свидетелем по уголовному делу одесских фарцовщиков Волдаевского, Р. М. Кушнир и др.[уточнить], так как ранее регулярно покупал у них вещи зарубежного производства[уточнить], за что был «пропечатан» в фельетоне С. Загоруйко «„Концерт“ с допросом», опубликованном в газете «Советская культура»[значимость факта?].
В декабре 1968 года перенёс первый инфаркт миокарда, из-за чего назначенная на 15 декабря свадьба Андрея Миронова и Татьяны Егоровой не состоялась. Впоследствии перенёс ещё один инфаркт.
Внезапно скончался 6 марта 1982 года на 69-м году жизни от остановки сердца. Похоронен в Москве на Новом Донском кладбище, участок № 3, в одной могиле с родителями Марии Мироновой.

## Семья
- Первая жена — Ирина Владимировна Ласкари (урождённая Липскерова, 1909—1971), балерина Тбилисского оперного театра, артистка Ленинградской филармонии[15].
  - Сын — Кирилл Александрович Ласкари (1936—2009), хореограф, заслуженный деятель искусств РФ (2002).
    - Внук — Кирилл Кириллович Ласкари (род. 1977), сценарист, поэт, креативный директор агентства Arc WW Russia, директор по маркетингу и промо телеканала «Пятница!»[16][17][17].
- Вторая жена — Мария Владимировна Миронова (1911—1997), актриса, народная артистка СССР (1991).
  - Сын — Андрей Александрович Миронов (1941—1987), актёр, народный артист РСФСР (1980).
    - Внучка — Мария Андреевна Миронова (род. 1973), актриса, народная артистка РФ (2020)
      - Правнук — Андрей Миронов-Удалов (род. 1992), актёр театра «Ленком Марка Захарова».
      - Правнук — Фёдор Миронов (род. 2019)[18].
- Двоюродный брат — Исаак Михайлович Менакер (1905—1978), режиссёр; отец Леонида Исааковича Менакера (1929—2012).
- Двоюродные племянники — Александр Аркадьевич Белинский (1928—2014)[19][20], главный режиссёр Санкт-Петербургского театра музыкальной комедии, народный артист РФ (1999), и Георгий Юрмин (1923—2007), детский писатель.

## Адреса в Ленинграде
- Большая Морская ул., дом 53[21].

## Фильмография
- 1954 — Весёлые звёзды
- 1963 — Короткие истории — супруг пани Кристины
- 1966 — Сказки русского леса — пассажир такси
- 1969 — Похищение — артист Менакер
- 1978 — Мужчина и женщины (фильм-спектакль) — Ананий Семёнович Гарунский — главная роль[22]

## Озвучивание мультфильмов
- 1966 — Про злую мачеху — Сидор Сидорович